# Marquesado de Loreto
El marquesado de Loreto es un título nobiliario español creado por el rey Carlos III, por real despacho el 10 de enero de 1766, con vizcondado previo de San Nicolás, a favor de Nicolás Ignacio del Campo y la Cuesta.

## Historia del marquesado
El genearca de esta familia fue el aristócrata y comerciante flamenco llamado Jacobo van de Velde Mestere, natural de Brujas, que castellanizó su nombre a Diego del Campo y Maestre. Era hijo de Gabriel van de Velde y de Caterina Mestere, nieto por el lado paterno de Pedro van de Velde y de Margarita Sanchlyre y por el lado  materno de Rosano Mestere y Magdalena Aernoust, todos de Flandes. Fue un coleccionista de arte que después heredaron y ampliaron sus descendientes. Había casado en tres ocasiones. La primera con Mariana Josefa Nate. Después de enviudar, contrajo un segundo matrimonio el 14 de febrero de 1684 con Bernarda Laureana de la Cuesta y Saavedra, viuda de José de Hita y madre del primer marqués de Loreto. Su segunda esposa falleció en 1700 y su viudo volvió a casar el 13 de junio de 1702 con Ana Rodríguez de Salamanca y Solís.
- Nicolás Ignacio del Campo y la Cuesta (Sevilla, 31 de octubre de 1687[1]-27 de septiembre de 1772),[3] I marqués de Loreto y vizconde de San Nicolás. Fue bautizado el 5 de noviembre de 1687 en la iglesia de San Nicolás de Bari en Sevilla.[1]

Contrajo matrimonio el 12 de mayo de 1721 con Josefa Arcadia Rodríguez de Salamanca y Solís, probablemente su sobrina, hija de Pedro Rodríguez de Salamanca. De este matrimonio nacieron nueve hijos: Manuela Bernarda (1723), Diego Antonio Felipe (1724), Nicolás Felipe Cristóbal (1725), II marqués de Loreto, Ana María Catalina (1726) que se casó con Diego de Torres Marbán, Pedro José Nemesio (1727), Bernarda María Juliana Basilisa (1729), María Josefa (1730), Josefina Antonia Juana Onofra (1731) y Benito José Joaquín Antonio Nicolás (1735) que se casó el 25 de febrero de 1775 con María de la Soledad Linden Colarte, hija de Pedro Linden y de Antonia Engracia Carrillo de Albornoz, III marqueses de Tablantes. El primer marqués recibió sepultura el 27 de septiembre de 1772 en el panteón familiar debajo del altar mayor de la iglesia de San Nicolás de Bari en Sevilla.
- Nicolás Felipe Cristóbal del Campo Rodríguez de las Varillas de Salamanca y Solís (Sevilla, 12 de marzo de 1725-Madrid, 17 de febrero de 1803),[4] II marqués de Loreto ,[3][a] vizconde de San Nicolás sucedió a Juan José de Vértiz y Salcedo como virrey del Río de la Plata, presidente de su Audiencia de Buenos Aires. El 14 de enero de 1780 fue ascendido a mariscal de Campo y fue sucedido en el virreinato por Nicolás Antonio de Arredondo. Falleció soltero sin descendientes.[3] Parece que el título quedó vacante hasta su rehabilitación en 1848 ya que el marqués «debió tener alguna quiebra económica importante, que condujo a que no pagase el servicio de lanzas correspondiente a su título y a que, en 1807, su hermano Benito, heredero de sus bienes, se viese obligado a subastar públicamente sus propiedades raíces» y,[6] aun así, «en 1812 debía este título 52 658 reales y 25 maravedís por las lanzas, y 16 544 reales y cuatro maravedís por la media annata».[6]

Rehabilitado en 1848 a favor de

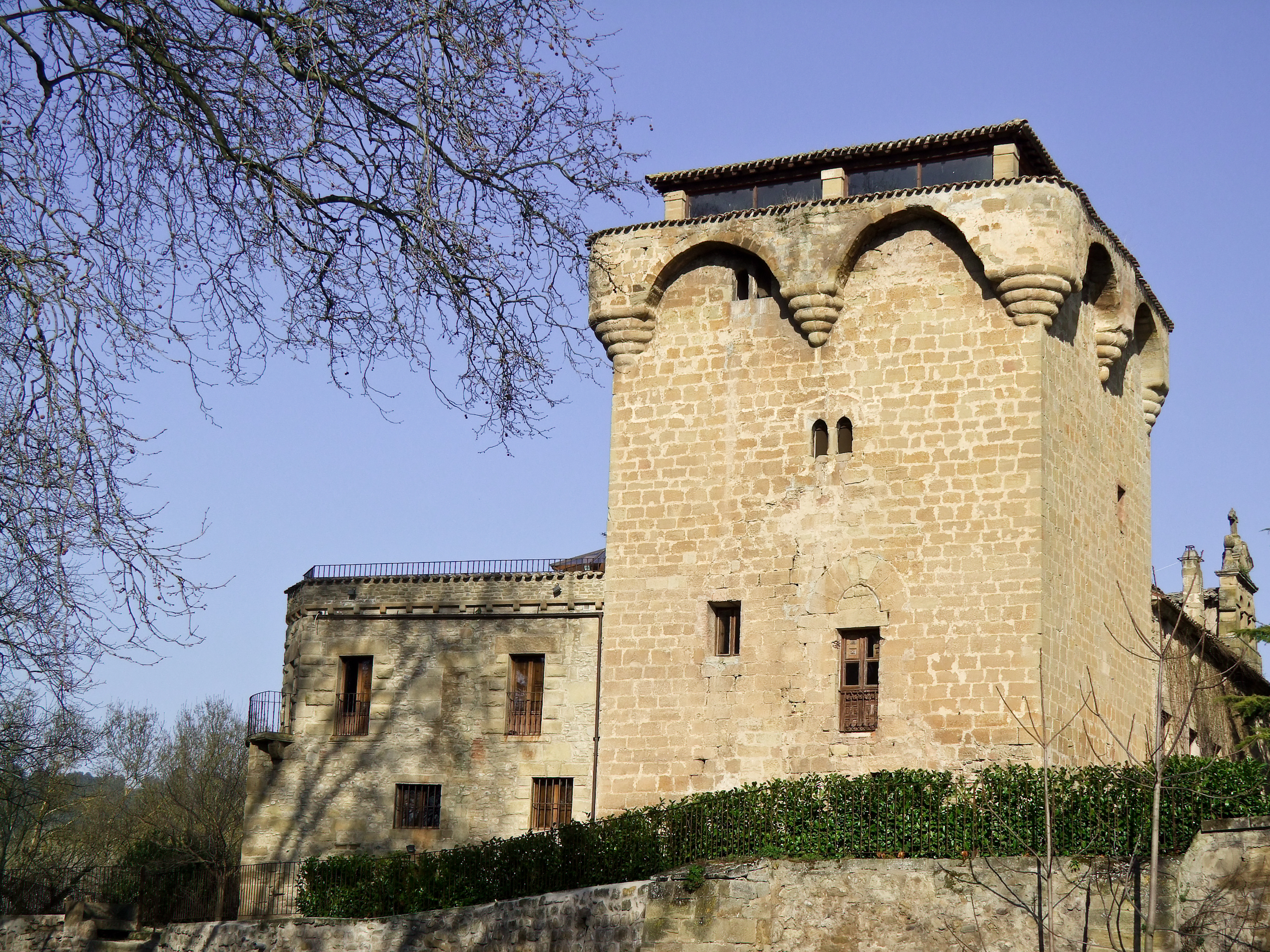
Residencia de los condes de Hervías (familia Manso de Zúñiga)

- Residencia de los condes de Hervías (familia Manso de Zúñiga)Nicolasa del Campo y Arthuro, III marquesa de Loreto, rehabilitó el título el 3 de abril de 1848.[7] En memoria de su esposo, Pablo Capetillo, costeó la obra para la rehabilitación del templo parroquial de Santiago en Castilleja de la Cuesta. Sin descendencia.[8]

- Salvador de Torres Aguilar-Amat (Granada, 12 de enero de 1844-Madrid, 8 de abril de 1926),[9] IV marqués de Loreto en 1902.[7] sobrino de la anterior ya que su padre fue Felipe de Torres de Campos, caballero maestrante de Sevilla, primo hermano del I duque de Valencia  –hijo de Diego de Torres y del Campo[b] y María Antonia de Campos y Matheos. Su madre fue Francisca Aguilar-Amat Fernández de Heredia, hija de Antonio Aguilar-Amat, caballero maestrante de Ronda y de María de las Mercedes Fernández de Heredia Begines de los Ríos hija de los condes de Heredia- Spínola . Fue catedrático en la Escuela de Notariado de Madrid y después catedrático en la Facultad de Derecho de la Universidad Central.

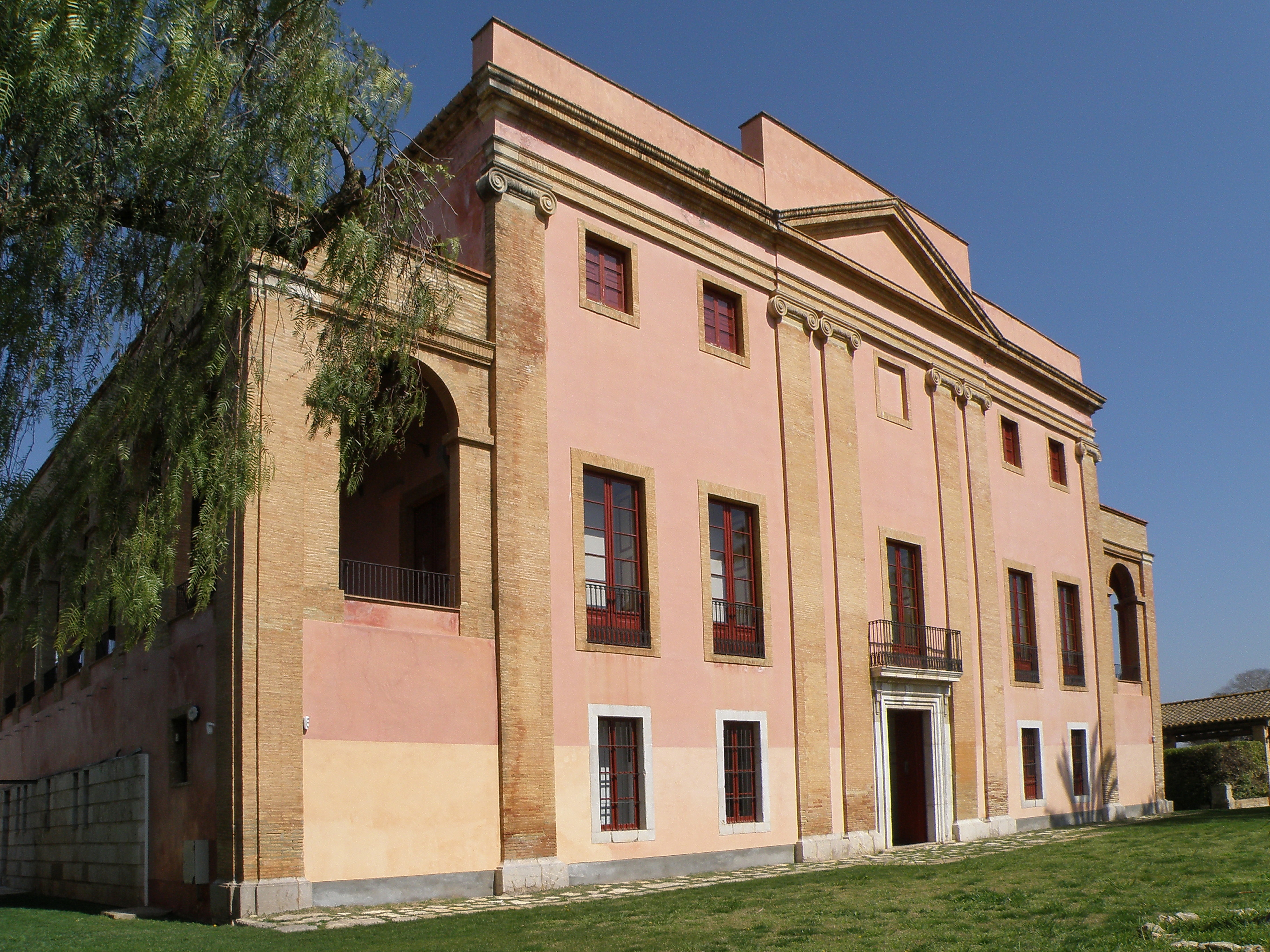
La masía d'en Cabanyes construida en el acoge el Centro de Interpretación del Romanticismo de Manuel de Cabanyes, que difunde el legado de los Cabanyes

Contrajo matrimonio con Elisa Manso de Zúñiga Bouligny descendiente de importantes familias aristócraticas como son los conde de Hervías, barones de Areizaga y de los condes de Clonard, marqueses de la Granada y vizcondes de Negueruela de quien tuvo solamente una hija que le sucedió en el título.
- María de las Mercedes de Torres y Manso de Zúñiga (1885-1938), V marquesa de Loreto

Casó en 1914 con Joaquín de Cabanyes y de Molins (m. Madrid, 10 de febrero de 1969), coronel, perteneciente a una acaudalada y noble familia catalana. Este fue hijo de José Antonio de Cabanyes D'Olzinellas, general de brigada —hijo de José Antonio Cabanyes Ballester, este hijo de Lorenzo de Cabanyes Fuster que fue nombrado «Noble del Principado» en 18 de agosto de 1805 por el rey Carlos IV y de su segunda esposa, Caterina Ballester de Carro—, y de Concepción de Molins Lemaur —hija de Juan Molins Cabanyes, general de artillería hijo de Pablo de Molins de Cayla, cónsul de Prusia en Cataluña, y de Gertrudis Lemaur Llordella, nieta de Carlos de Lemaur y Burriel. Le sucedió su hijo.
- Salvador Joaquín de Cabanyes y de Torres (m. 1996), VI marqués de Loreto.

Casó con María del Pilar Treviño y Rosales (n. en 1926), hija de Luis Treviño y Suárez de Figueroa y de María Luisa Rosales y Tardío. Primos terceros y por ello los dos parientes de los marqueses de Casa Treviño Gotor, condes de las Cabezuelas, condes de Galiana y duques de Feria. Le sucedió su hijo.
- Luis de Cabanyes y Treviño, VII marqués de Loreto.[7][18]

Casó en julio de 1994, en El Escorial, con Natividad Aguirre Fernández-Cobaleda, hija de Gabriel Aguirre Borrell y de Natividad Fernández-Cobaleda.